# 固有安全
在化学工业及流程工業中，固有安全（inherent safety）是指若出現異常情形時，其危險程度也很低的情形。固有安全和一些有高度危險性，但利用保護系統控制，避免危險的製程不同。因為安全性不可能達到完美，常見的實務作法會稱為「本質比較安全的設計」或是「固有比較安全的設計」（inherently safer design）。
「固有比較安全的設計不是一種控制危險的設計方式，而是避免危險的設計方式，其作法主要是減少工廠中危險物質及危險程序的數量。」

## 起源
這種用減少風險來取代控制風險的概念起源自英國的化學工程師特雷沃·克魯茨，在1978年探討傅立可斯工廠爆炸事件教訓的文章《What You Don't Have, Can't Leak》中提到，inherent safety（固有安全）這個名稱是來自一本從此文章延伸的書。1991年有另一本大幅改正及更名的版本也有提到此一技術，詞句被許多人引用（克魯茨在1978年時是用「本質安全」intrinsically safe這個詞語，但後來此詞語已用在針對潛在可燃性氣體的特殊電氣設備，因此用「固有」inherent代替「本質」intrinsic一 詞，本質安全可以視為是固有安全的一種特例。）2010年時美國化工協會也出版了他們的固有安全技術版本。

## 原則
固有安全的詞語是從1991年開始發展，和克魯茨的用語有細微的差異，但目的是相同的。為了達到固有比較安全的設計，主要的作法有以下四個
- 最小化（Minimize）：[7]減少任何時間內有害物質的量，例如以較小的批次生產。
- 取代（Substitute）：用較不危險的物質取代危險性較高的物質，例如用水和清潔劑取可燃性的溶劑。
- 緩和（Moderate）：[8]減少效果的強度，例如用低溫液體代替高壓的氣體，用較稀的物質代替濃度高的物質。
- 簡化（Simplify）：利用設計來消除問題，而不是用額外的設備或是機能來處理問題。只有在真的需要時才使用適當的配件及複雜的程序。

有些資料會提到以下二個原則：
- 容錯（Error tolerance）：儀器及程序需設計容忍一定程度的偏差或是可能出現的錯誤。例如管路及接頭需在輸出未開啟時，可以承受最大可能的壓力。
- 限制效果（Limit effects）：利用設計、位置或是設備的運送，使可能發生的最壞情形造成的危險降到最低，例如靠重力使漏出的物質流到較安全的區域。

在工廠規畫時，克魯茨加入以下用户友好的特點：
- 避免連鎖效應
- 使不正確的組合方式不會發生（防呆）
- 制作状态一目了然
- 易於控制
- 軟體及管理的程序

## 官方狀態
固有安全已被許多國家機構認可為希望可以達到的原則，這些國家機構包括美国核能管理委员会及英國健康与安全局（HSE）。英國健康与安全局在評估重大事故危害条例管制時曾提出：「重大意外事故的危害需藉由應用固有安全技術來避免或是減少。」。欧洲联盟委员会在塞维索II指令的指導文件中有提到「需藉由固有安全技術的應用，儘可能的避免或降低危害的發生。」
加州的康特拉科斯塔县要求化工廠及石化精煉業者實施固有安全的評核，並依其評核改善其製程。2008年時，拜耳作物科學公司位在西維吉尼亞州的化工廠發生異氰酸甲酯爆炸，之後美国化学安全与危害调查委员会委託美国国家科学院進行研究，探討固有安全需如何實施，在2012年提出了報告及影片。
1984年印度發生了氰化物洩漏的博帕爾事件，之後新泽西州政府在1985年採取了有毒灾难预防法案（TCPA），在2003年時其內容修訂，加入固有比較安全的技術（IST）。2005年時新泽西州安全防范工作队提出了新的「最佳實務標準」計劃，要求化工廠導入IST的評核。2008年時，有毒灾难预防法案擴展到要求所有法案內的工廠，用IST的評核來評核新的製程及已有的製程。新泽西州有特別為了管理的需求訂定了特有的固有比較安全的技術定義，延伸為包括主動控制、被動控制及程序控制。
根据行政命令13650，美國環保署（EPA）正考慮提案，將新泽西州的固有安全技術方案推行到全國，邀請大家提供意見，一直到2014年10月為止。美国化学理事会列出了其中的一些缺點。

## 量化方式
Dow火災及爆炸指數（Dow Fire and Explosion Index）在本質上是對固有危險的量測，是最廣為量化固有安全的方式。Heikkilä曾提出更具體有關固有安全的指標，也有發行過其他的變體，不過那些都比Dow火災及爆炸指數要複雜的多。

## 延伸閱讀
- Kletz, Trevor (1998) Process Plants: A Handbook for Inherently Safer Design CRC ISBN 1-56032-619-0
- Dow's Fire & Explosion Index Hazard Classification Guide, 7th Edition (1994)American Institute of Chemical Engineers (AIChE) ISBN 0-8169-0623-8
- Bollinger, R. Et al. (1996) Inherently Safer Chemical Processes: A Life Cycle Approach AIChE ISBN 978-0-8169-0703-8
- Howat, C. S. (2002) Introduction to Inherently Safer Chemical Processes
- Mansfield, D., Poulter, L., & Kletz, T., (1996) Improving Inherent Safety（页面存档备份，存于） HMSO ISBN 0717613070
- Mary Kay O' Connor Process Safety Center (2002) Challenges in Implementing Inherent Safety Principles in New and Existing Chemical Processes
- M. Gentile (2004) Development of a Hierarchical Fuzzy Model for the Evaluation of Inherent Safety（页面存档备份，存于）
- Safer Design Front Loading Safety in Design